# Ángelo Marchese
Ángelo Marchese (Buenos Aires, 2 agosto 2004) è un calciatore argentino, difensore del Tigre.

## Caratteristiche tecniche
Gioca come terzino sinistro.

## Carriera
Marchese è cresciuto nel settore giovanile del Tigre, con cui ha debuttato il 12 maggio 2024 nell'incontro di Primera División perso 1-0 contro l'Estudiantes (LP).

## Statistiche

### Presenze e reti nei club
Statistiche aggiornate al 13 giugno 2024.
| Stagione        | Squadra         | Campionato      | Campionato | Campionato | Coppe nazionali | Coppe nazionali | Coppe nazionali | Coppe continentali | Coppe continentali | Coppe continentali | Altre coppe | Altre coppe | Altre coppe | Totale | Totale | Totale |
| Stagione        | Squadra         | Comp            | Pres       | Reti       | Comp            | Pres            | Reti            | Comp               | Pres               | Reti               | Comp        | Pres        | Reti        | Pres   | Reti   |        |
| --------------- | --------------- | --------------- | ---------- | ---------- | --------------- | --------------- | --------------- | ------------------ | ------------------ | ------------------ | ----------- | ----------- | ----------- | ------ | ------ | ------ |
| 2024            | Tigre           | PD              | 5          | 0          | CA+CdL          | 0               | 0               | -                  | -                  | -                  | -           | -           | -           | 5      | 0      |        |
| 2025            | Tigre           | PD              | 0          | 0          | CA              | 0               | 0               | -                  | -                  | -                  | -           | -           | -           | 0      | 0      |        |
| Totale carriera | Totale carriera | Totale carriera | 5          | 0          |                 | 0               | 0               |                    | -                  | -                  |             | -           | -           | 5      | 0      |        |